# Cuib, Prahova
Cuib este un sat în comuna Gornet din județul Prahova, Muntenia, România.